# Kuhlia mugil
Kuhlia mugil är en fiskart som först beskrevs av Forster, 1801.  Kuhlia mugil ingår i släktet Kuhlia och familjen Kuhliidae. IUCN kategoriserar arten globalt som livskraftig. Inga underarter finns listade i Catalogue of Life.